# Apocalypse de Trèves
L'Apocalypse dite de Trèves est un manuscrit de l'Apocalypse de Jean enluminé, daté du premier quart du IXe siècle, conservé à la bibliothèque de la ville de Trèves (Codex 31). Le manuscrit avec ses 74 miniatures en pleine page, constitue l'une des plus anciennes et plus complètes apocalypses encore aujourd'hui conservées. 

## Historique
L'origine précise du manuscrit n'est pas connue. Il proviendrait d'un scriptorium de l'ouest de l'empire carolingien, dans l'orbite de l'abbaye Saint-Martin de Tours, au nord de la France actuelle, peut-être à Cambrai. Un autre manuscrit, copie de celui-ci, est en effet partiellement conservé dans la bibliothèque de la ville (Ms.386). 
Au XIe siècle, le manuscrit se trouve au monastère Saint-Eucharius de Trèves. Avec la sécularisation des couvents en 1802, le manuscrit est transféré à la bibliothèque de l'école centrale de la ville puis au sein de la bibliothèque municipale à sa création en 1804. Pendant la Seconde Guerre mondiale, les collections sont transférées un temps à l'Université de Giessen puis dans des souterrains de la ville de Trèves à l'occasion des bombardements pour enfin revenir dans la ville après le conflit.

## Description
Il aurait été réalisé à partir d'un manuscrit de l'Antiquité tardive, sans doute d'origine romaine, daté du VIe siècle aujourd'hui disparu. Ce manuscrit devait être proche dans ses décorations de l'évangéliaire de saint Augustin, daté du même siècle. Cependant, il ne reprend sans doute pas la même mise en page, car le fait de mettre en page l'iconographie et le texte sur des pages à part est typique de l'époque carolingienne. Le regroupement du texte en paragraphes date aussi de la même période. Le manuscrit de Trèves contient 74 miniatures en pleine page, soit une par folio de l'ouvrage. Ces miniatures sont directement inspirées de l'iconographie antique, mais avec des adaptations. Satan est ainsi représenté sous des traits rappelant Bacchus, avec des cornes sur la tête (f.66-67), tandis que l'ange du f.19v rappelle la figure de Niké, la déesse grecque de la victoire. 